# Na de na
«Na de na» es una canción y el sencillo principal del dúo puertorriqueño de reguetón y música socca Ángel & Khriz y lanzado en su segundo álbum de estudio Showtime. Salió en abril del 2008. La canción ocupó varias listas musicales y se posicionó por más de tres semanas consecutivas en radios de varios países latinos. Fue producida por Keko Music.

## Promoción
Esta canción forma parte de la banda sonora del contenido descargable del juego Grand Theft Auto IV: The Ballad of Gay Tony, como la edición posterior Episodes From Liberty City.

## Videoclip
Se grabó en Miami, Estados Unidos y nos muestra al dúo estando dentro varias tomas en fondos de colores cantando y bailando la canción.

## Lista de canciones

### Sencillo - CD[5]
| Na de na — Single |                                      |          |  |
| N.º               | Título                               | Duración |  |
| 1.                | «Na de na (feat. Gocho & John Eric)» | 3:25     |  |

## Listas musicales
| Lista (2006)            | Puesto |
| ----------------------- | ------ |
| Colombia (Mix FM)       | 14     |
| Chile (Radio Modulada)  | 2      |
| México (Los 40)         | 36     |
| Paraguay (Radio Latina) | 25     |
| Perú (Spotify Charts)   | 4      |